# ジェリーフィッシュの恋
『ジェリーフィッシュの恋』（泰: Yes or No อยากรัก ก็รักเลย, 英: Yes or No）は、2010年に製作されたタイの映画。
日本では、第3回アジアンクィア映画祭で上映された。同映画祭は2011年5月に開催される予定だったが、東北地方太平洋沖地震の影響を受け7月に延期され、この映画が上映されたのは9日だった。

## ストーリー
パーイは、同性愛を批判するなどのいわゆる保守的な思考や習慣を持つ、アッパーミドルクラスの家庭で育った女性である。前のルームメイトであったジェーンがディーだったことを嫌悪し、同じ寮の別の部屋に引っ越した。対照的にキムは、本人はトムではないとは主張するものの、慣習に反して意図的に男らしく振る舞っている女性である。キムはパーイの新しい部屋のルームメイトであり、初対面で足元にいたゴキブリに驚いてパーイに抱きついた。パーイはディーから逃げてきた先にトムがいたとして、大学に再度のルームメイトの変更を願うが、2度の変更は出来ないとして却下される。
パーイはルームメイトと会話など交流するのを避けるため、部屋の中央にテープを引いて部屋を分割する。授業の最初の日、キムは偶然ジェーンに会う。ジェーンは前の恋人と別れてなお泣きべそをかきつづけていた。キムはジェーンにハンカチを渡し、ジェーンはすぐさまキムに惚れ込む。その週の後半、ジェーンはパーイの部屋を訪ねるが、そこにいたキムに見つけて恥ずかしさとショックを受ける。ジェーンはすぐさま外に出るが、一旦戻ってパーイを廊下に引きずり出す。ジェーンはパーイに、キムが自分の好きな女性であることを告白し、ルームメイトであるネードのいる自分の部屋と入れ替わろうと提案し、パーイを間にはさみつつ自己紹介し、そこからキムを追いかけ始める。
パーイはキムを無視し、失望させようとするが、キムが料理をつくり、それについて短いながら会話をすることで交流は始まっていく。ある日、キムは父親の部下オッドから荷物を受け取り、叔母インに渡すように頼まれる。キムはパーイに手伝うよう頼むが、パーイはそれを拒む。キムはひとりで荷物を運ぶが、近道を行くつもりで遠回りをし迷ってしまう。夜がきてキムは湖のそばにたどり着いたが、完璧に道がわからなくなっていた。パーイはキムを見つけ、食べ物について感謝しただけ、と言って、インのもとへと導く。
それがきっかけとなり、2人はお互いのために時間を使うようになり、"境界線"はなくなり、パーイの気持ちは現在のボーイフレンド、ワンからキムへと移っていく。2人は甘い時間を共有するが、一番特筆的なのはキムがパーイを公園に連れていき、学校に提出するレポート調査を手伝わせた時のものである。2人は道すがらで棒付きキャンディを共有し、パーイに告白する。パーイは返事をしないが、笑っているように見えた。
しかし、パーイの気持ちが発展していくのと同時に、ジェーンのキムに対する気持ちも、ワンのパーイに対する気持ちも発展していく。キムへの気持ちがあるにもかかわらずパーイが受け入れないからとキムが告白するのを躊躇したことが、お互いの嫉妬と悲しみのきっかけとなる。ワンが突然学校に来てパーイを映画かどこかへと連れ出そうとしたとき、パーイは彼の誘いを断ろうとするが、ジェーンがやってきて、キムとパーイに彼の誘いを受け入れさせようとする。チャトチャックで4人が一緒に過ごしている間、パーイはジェーンがキムとどうにかして近付こうとするのが気が気でならない。パーイとジェーンが一時いなくなっている間に、ワンはパーイの母親が同性愛について強く嫌悪していると話す。さらにワンが、キムをパーイから引き離す必要がある、なぜならパーイがそういうことを好むことはないし、これからもそうだと言おうとし、そういうものを好む者ではないとしてキムを非難する。怒って、キムは出ていく。パーイとジェーンが戻ってきたときキムがいないことについて問うが、ワンは何があったのかわからないという。
パーイはキムに何度も電話をかけ、マーケット内を探すが見つからない。結局怒って彼女は寮に帰ってくる。そこにキムがたくさんの荷物を持って帰ってくる。パーイは彼女に勝手にいなくなったことをなじり、キムもパーイはワンと一緒だったのだから関係ないと言い返す。さらにパーイはキムにジェーンとが近すぎたことを起こるが、嫉妬から怒ったというよりは2人に呆れたというかたちで言う。その結果キムは荷物を放り出し部屋を去る。後悔してパーイが荷物を見ると、そこにはクラゲの飼育セットが入っていた。それはかつてキムにパーイが欲しいと言っていたものだったのだ。パーイは傘をつかみ、キムを探すために走り出す。そして偶然電話ボックスでキムを見つけ出すが、キムはそこでずぶ濡れになり震えていた。見つかったところで、キムはパーイへの愛を宣言し、それはパーイが自分のことを愛してくれなくても変わらないと言う。パーイは傘を落とし、キムを抱きしめる。
そんな告白のあと、二人はファーストキスをして、誰にも知られずお互いに付き合い始める。ただ、幸福は長くは続かず、パーイの母が寮にやってくるまでのことだった。パーイは母親にトイレに促し、その間に飾っていたパーイとキムの写真を隠す。パーイとパーイの母親がベッドに座っておしゃべりしていると、キムがパーイの母がそこにいるとは知らずに部屋に入ってくる。驚いたものの、キムは即座に状況を理解し、本を借りにきた学生のふりをする。パーイは混乱したものの、本を手に取りお礼とともにキムに渡す。キムが外に出ると、部屋の中からパーイの母が自分の悪口を言っているのが聞こえ、彼女は泣き出し、その場を立ち去る。
そのすぐ後、キムは病気になる。パーイは彼女の世話をするが、授業に出る必要があり、キムに休むよう約束させ、薬を渡してキムに目隠しをする。ジェーンはパーイからキムが病気であることを聞き、キムの休む寮に向かう。ジェーンはキムの横に座り、マッサージを始める。そこにパーイが帰宅し、キムとジェーンが密着して体をさすりあい、揺れあっているところに出くわす。ジェーンは慌てて体を離し、キムは目隠しを外す。ずっとそうしていたのがジェーンであったことに気がついたキムはパーイに説明するが、パーイは泣き出し、キムが買ったクラゲのランプを床に投げつけ、部屋の外に出ていく。キムは追いかけようとするがジェーンが引き止め、残ってキムとパーイが何を隠しているのか求める。
キムはキャンパス中を走って自分とパーイがよく行った場所を探し、さらに何度もケータイに電話をかけるがつながらず、彼女を見つけることはできない。インおばさんの店にたどり着いた彼女はそこで泣いているジェーンからの電話を受ける。ジェーンは説明を求めさらにパーイとキムの関係をバラすと脅す。ジェーンは電話を切ったあとカッターナイフを取り出し、自殺を試みようとするが、その試みは通りかかったネードに止められる。キムは寮に戻ってジェーンを見つけ、パーイを愛していること、ジェーンとは友達止まりの関係でいたいことを告げる。結果二人は理解し合う。
パーイは実家に帰宅しており、ベッドで泣いていた。パーイの母親は何が起こったのか理解しておらず、なぜそんなにもパーイが泣くのか心配していた。落ち着いたあと、パーイは母親に、もし自分がワンを愛さなくなったらどうするか尋ねるが、母親は別に構わないと返事する。さらにパーイは自分が同性を好きになったらどうするかと聞き、母親は返事はしないものの明らかにショックを受けた顔をする。後日、キムはパーイの実家にたどり着き、パーイの母親に対してパーイのことをどう思っているか告白する。母親は拒絶し、パーイに対してキムを受け入れるかどうか迫る。パーイは恐怖のあまりに母親の目の前でキムを拒絶する。失恋してキムは家を去る。
キムは自分の実家に帰り、農場で働く。数週間ののち、パーイが農場に現れキムの父親に会う。少し話したところでキムの父親はキムがいる場所を教え、パーイはそこに急ぐ。キムを見つけたところでパーイは自分が母親に、友達に、世間に対して恐れを抱いた気持ちを告白し、しかしそれを恐れてキムを失いたくないとも表明する。キムが返事をしないでいると、パーイは自分が遅かったとして謝り、泣きながら去っていく。キムは後ろから抱きしめてそれを止め、彼女の愛に応えて感謝する。そして2人はお互い抱きしめ合う。長いハグの間、パーイが母親に残した手紙の内容がパーイの声で読み上げられる。そこには母親に悪いとは思うものの、自分はキムを愛し、彼女との関係を続けていきたいとの内容があった。

## キャスト
- パーイ : Sucharat Manaying
- キム : Suppanad Jittaleela
- ジェーン : Arisara Tongborisuth
- ワン : Soranut Yupanun
- イン叔母さん : Intira Youenyong
- パーイの母 : Maneerut Wongjirasak
- キムの父 : Puttipong Promsaka Na Sakolnakorn
- ボーイ : Thanapat Sornkoon
- ネード : Narumon Reanaiprai
- オッド : Bandit Thongdee
- ジエップ : Sophon Phoonsawat
- 学校の不良学生 : Pongsit Phisitthakarn, Nuttapatch Arunsirisakul, Tantong Funyueang, Watchanan Jitpakdee